# Mitsuo Tsukahara
Mitsuo Tsukahara (Tokio, 22 december 1947) is een voormalig Japanse turner. Tsukahara nam driemaal deel aan de Olympische Zomerspelen en won elke keer de landenwedstrijd met de Japanse ploeg. In 1972 en 1976 won hij de gouden medaille aan de rekstok. In 1972 won Tsukahara daarnaast een bronzen medaille aan de ringen en tijdens dezelfde Spelen werd een sprongenserie naar hem vernoemd op het onderdeel sprong. Vier jaar later won hij ook een zilveren medaille op het onderdeel paard voltige en een bronzen medaille in de meerkamp. Tsukahara werd met het Japanse team driemaal wereldkampioen in de landenwedstrijd en hij werd in 1970 wereldkampioen op het onderdeel sprong. Zijn zoon Naoya Tsukahara won in 2004 met de Japanse ploeg de landenwedstrijd.

## Resultaten

### Olympische Zomerspelen
| Jaar | Plaats      | Resultaten                                                               |
| ---- | ----------- | ------------------------------------------------------------------------ |
| 1968 | Mexico-stad | in de landenwedstrijd 4e op vloer 4e aan de ringen 18e op de meerkamp    |
| 1972 | München     | in de landenwedstrijd aan de rekstok aan de ringen 8e in de meerkamp     |
| 1976 | Montreal    | in de landenwedstrijd aan de rekstok op het paard voltige in de meerkamp |

### Wereldkampioenschappen turnen
| Jaar | Plaats      | Resultaten                                                         |
| ---- | ----------- | ------------------------------------------------------------------ |
| 1970 | Ljubljana   | op sprong · in de landenwedstrijd · in de meerkamp · aan de ringen |
| 1974 | Varna       | in de landenwedstrijd                                              |
| 1978 | Straatsburg | in de landenwedstrijd                                              |

1896: Hermann Weingärtner ·
1904: Anton Heida, Edward Hennig ·
1924: Leon Štukelj ·
1928: Georges Miez ·
1932: Dallas Bixler ·
1936: Aleksanteri Saarvala ·
1948: Josef Stalder ·
1952: Jack Günthard ·
1956: Takashi Ono ·
1960: Takashi Ono ·
1964: Boris Sjachlin ·
1968: Akinori Nakayama, Mikhail Voronin ·
1972: Mitsuo Tsukahara ·
1976: Mitsuo Tsukahara ·
1980: Stojan Deltsjev ·
1984: Shinji Morisue ·
1988: Vladimir Artemov, Valery Ljoekin ·
1992: Trent Dimas ·
1996: Andreas Wecker ·
2000: Aleksej Nemov ·
2004: Igor Cassina ·
2008: Zou Kai ·
2012: Epke Zonderland ·
2016: Fabian Hambüchen ·
2020: Daiki Hashimoto · 
2024: Shinnosuke Oka
1904: Grieb, Hess, Heida, Kassell, Lenhart, Reckeweg ·
1908: Åsbrink, Bertilsson, Cedercrona, Cervin, Degermark, Folcker, Forssman, Granfelt, Hårleman, Hellsten, Höjer, Holmberg, Holmberg, Holmberg, Jahnke, Jarlén, Johnsson, Johnsson, von Kantzow, Landberg, Lanner, Ljung, Moberg, Norberg, Norberg, Norberg, Norling, Norling, Olson, Peterson, Rosén, Rosenquist, Sjöblom, Sörvik, Sörvik, Svensson, Vingqvist, Widforss ·
1912: Bianchi, Boni, Braglia, Domenichelli, Fregosi, Gollini, Loi, Maiocco, Mangiante, Mangiante, Mazzarocchi, Romano, Salvi, Savorini, Tunesi, Zampori, Zanolini, Zorzi ·
1920: Andreoli, Bellotto, Bianchi, Bonatti, Cambiaso, Contessi, Costigliolo, Costigliolo, Domenichelli, Ferrari, Fregosi, Ghiglione, Levati, Loi, Lucchetti, Maiocco, Mandrini, Mangiante, Marovelli, Mastromarino, Paris, Pastorini, Roselli, Salvi, Tubino, Zampori, Zorzi ·
1924: Cambiaso, Lertora, Lucchetti, Maiocco, Mandrini, Martino, Paris, Zampori ·
1928: Grieder, Güttinger, Hänggi, Mack, Miez, Pfister, Steinemann, Wezel ·
1932: Capuzzo, Guglielmetti, Lertora, Neri, Tognini ·
1936: Beckert, Frey, Schwarzmann, Stadel, Stangl, Steffens, Volz, Winter ·
1948: Aaltonen, Huhtanen, Laitinen, Rove, Saarvala, Salmi, Savolainen, Teräsvirta ·
1952: Beljakov, Berdijev, Korolkov, Leonkin, Moeratov, Perelman, Sjaginjan, Tsjoekarin ·
1956: Azarjan, Moeratov, Sjachlin, Stolbov, Titov, Tsjoekarin ·
1960: Aihara, Endo, Mitsukuri, Ono, Takemoto, Tsurumi ·
1964: Endo, Hayata, Mitsukuri, Ono, Tsurumi, Yamashita ·
1968: Endo, S. Kato, T. Kato, Kenmotsu, Nakayama, Tsukahara ·
1972: Kasamatsu, Kato, Kenmotsu, Nakayama, Okamura, Tsukahara ·
1976: Fujimoto, Igarashi, Kajiyama, Kato, Kenmotsu, Tsukahara ·
1980: Andrianov, Azarjan, Ditjatin, Makoets, Markelov, Tkatsjov ·
1984: Conner, Daggett, Gaylord, Hartung, Johnson, Vidmar ·
1988: Artemov, Bilozertsjev, Gogoladze, Charkow, Ljoekin, Novikov ·
1992: Belenki, Korobtsjinski, Misjoetin, Sjaripov, Tsjerbo, Voropajev ·
1996: Sergei Charkow, Krjoekov, Nemov, Podgorny, Troesj, Vasilenko, Voropajev ·
2000: Huang, Li, Xiao, Xing, Yang, Zheng ·
2004: Kashima, Mizutori, Nakano, Tomita, Tsukahara, Yoneda ·
2008: Chen, Huang, Li, Xiao, Yang, Zou ·
2012: Chen, Feng, Guo, Zhang, Zou ·
2016: Katō, Shirai, Tanaka, Uchimura, Yamamuro ·
2020: Abljazin, Beljavskij, Dalalojan, Nagorny ·
2024: Hashimoto, Kaya, Oka, Sugino, Tanigawa
- CiNii: DA0084319X
- International Standard Name Identifier: 0000 0003 7676 8289
- Bibliotheek van het Japanse parlement: 00118560
- Virtual International Authority File: 253474356